# Михнево
Мѝхнево е село в Югозападна България. То се намира в община Петрич, област Благоевград. До 1966 година името на селото е Михново, макар че това име е било напълно неизползвемо на местно ниво, включително и от администрацията.

## География
Михнево се намира се в южното подножие на планината Огражден, на 8 километра северно от общинския център град Петрич. Климатът е преходносредиземноморски. В района на селото е развито ранното зеленчукопроизводство. Южно от селото тече река Струмешница. Съседни села са Кърналово и Кавракирово.

## История
Селото се споменава в османски дефтер от 1570 година под името Михново. През същата година в селото живеят 14 мюсюлмански и 50 християнски домакинства.
През XIX век селото е чисто българско, числящо се към Петричка кааза. В „Етнография на вилаетите Адрианопол, Монастир и Салоника“, издадена в Константинопол в 1878 година и отразяваща статистиката на населението от 1873 година, Михново (Mihnovo) е посочено като село с 60 домакинства, като жителите му са 214 българи.
В 1891 година Георги Стрезов пише за селото:
| „ | Миново, на С от града Петрич до един час. Има 60 къщи, само българе. | “ |

Според статистиката на Васил Кънчов („Македония. Етнография и статистика“) от 1900 година селото е населявано от 270 жители, всички българи-християни. Според статистиката на секретаря на Българската екзархия Димитър Мишев („La Macédoine et sa Population Chrétienne“) в 1905 година населението на Миньово се състои от 320 българи екзархисти.
При избухването на Балканската война през 1912 година двама души от селото са доброволци в Македоно-одринското опълчение. Селото е освободено от османска власт през октомври 1912 година. През 1913 година по време на Междусъюзническата война Михнево е завзето и опожарено от гръцката армия. След войната в селото се заселват българи-бежанци от Кукушко, Дойранско, а по-късно и от Струмишко.

## Население

### Етнически състав
Преброяване на населението през 2011 г.
Численост и дял на етническите групи според преброяването на населението през 2011 г.:
|                     | Численост |
| Общо                | 1119      |
| Българи             | 1103      |
| Турци               | -         |
| Цигани              | -         |
| Други               | -         |
| Не се самоопределят | -         |
| Неотговорили        | 16        |

## Редовни събития
- Традиционният събор на селото и храмов празник на местната църква се провежда ежегодно на Спасовден. Празникът Възнесение господне или Спасовден започва с празнична нощна литургия в черквата, вечерта срещу празника. На черква отиват хората от селото и околността и някои преспиват в черквата за здраве. На сутринта пак има служба в черквата. От друга страна кметството и читалището организират изнасянето на концертна програма, провеждане на спортни игри и народни борби. Борбите се съпровождат от циганска музика – зурни и тъпани. На борците – „пехливаните“ се дават две агнета и други предметни или парични награди. След борбите на площада има музика за веселие и хора.
- И до днес на средния ден на Възкресение Христово цялото село празнува – Великден. За този ден се приготвя традиционната великденска трапеза – хлябове с червени яйца, баници със сирене, оризници и боядисани червени яйца. След обяд цялото село излиза на местността „Великдена“. Всеки род има определено място за сядане и всички се подреждат в кръг. Свещеникът прекадява трапезата и жените си разменят от храната и по-младите целуват ръка на по-възрастни роднини и кумове. Мъжете сядат на групи и пийват ракия и хапват яйца. Децата „борят“ яйца, за да се види кое ще бъде „коч“ и тичат по поляната. След прибиране на трапезата започват хората – в миналото на песен, а сега има музика – зурни и тъпани. Веселието продължава до залез слънце.

## Личности
Родени в Михнево
- Тони Тасев (р. 1994), български футболист

Починали в Михнево
- Вангел Божинов (1947 - 2024), български свещеник, протойерей и иконописец